# کوئیدیچ

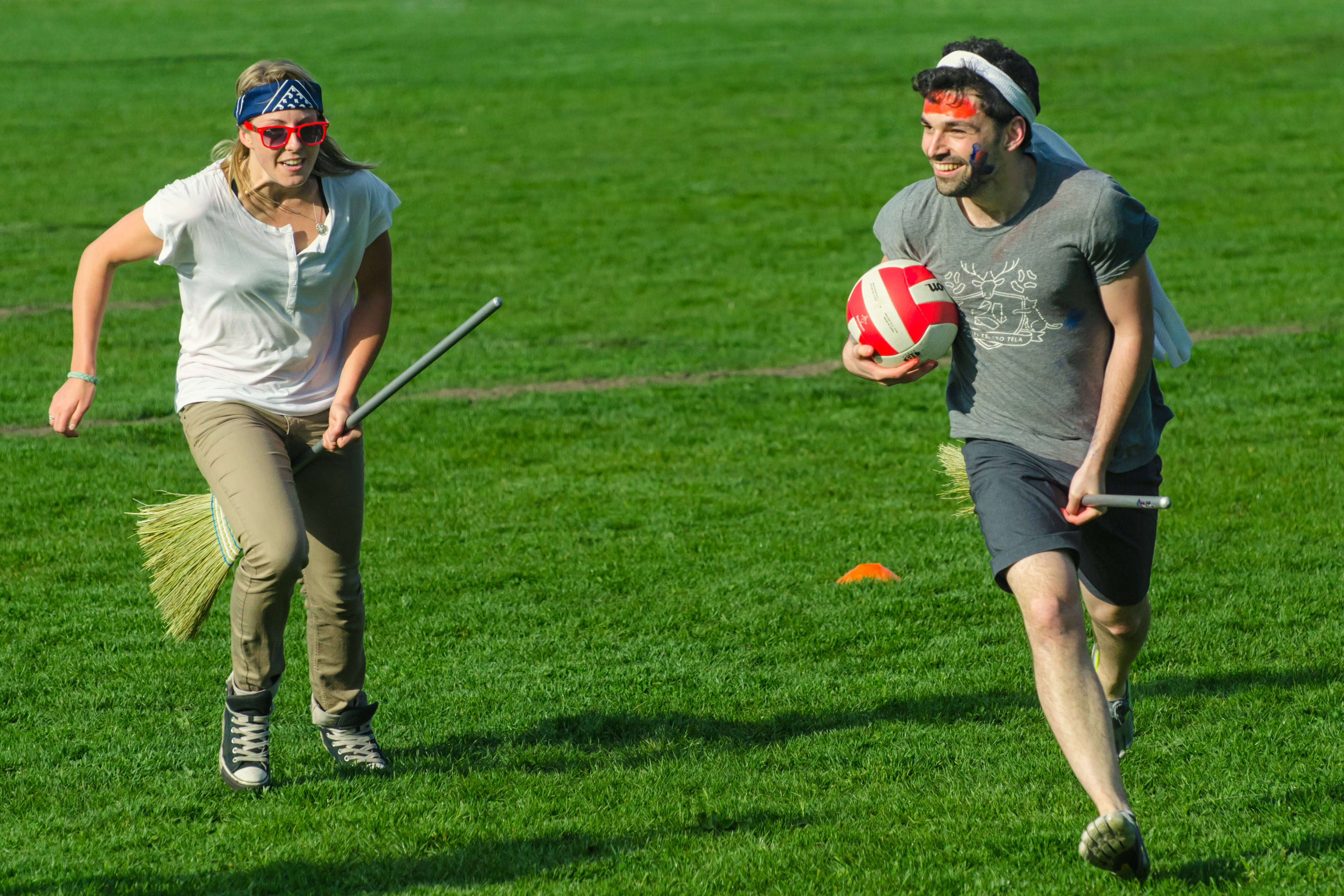
یک بازی " کوئیدیچ مشنگ‌ها "

مناطقی که این ورزش برگزار می‌شود. کشورهایی که با رنگ آبی تیره مشخص شده‌اند، دارای لیگ این ورزش هستند و کشورهایی که با آبی کمرنگ مشخص شده‌اند، این ورزش، ورزشی فعال به‌شمار می‌آید.

کوئیدیچ مشنگ‌ها (به انگلیسی: Muggle quidditch) ورزشی متشکل از دو تیم هفت نفره است که هرکدام از بازیکنان در هنگام بازی، باید جارویی را بین پاهای خود حمل کنند (روی جارو نشسته باشند). ابعاد این زمین ۵۴ بر ۴۳ متر مربع با سه حلقه با ارتفاع متفاوت از سطح زمین است. این مقدار تقریباً برابر با ابعاد زمین هاکی روی یخ است. این ورزش در سال ۲۰۰۵ ابداع شد و ورزشی جوان می‌باشد اما در حال رشد به سرتاسر جهان است.